# Canne al vento (miniserie televisiva)
Canne al vento è uno sceneggiato televisivo prodotto nel 1958 dalla Rai - Radiotelevisione italiana, tratto dall'omonimo romanzo di Grazia Deledda. L'adattamento televisivo con la regia a cura di Mario Landi e sceneggiatura di Gian Paolo Callegari fu trasmesso in quattro puntate dall'allora Programma Nazionale dall'8 novembre al 29 novembre.

## Trama
Le tre nobili sorelle Pintor, Ruth, Ester e Noemi vivono una vita in continuo declino, sostenute solo dal vecchio servo Efix. Dal continente (Civitavecchia) arriva Giacinto, figlio di Lia che era fuggita anni prima per sottrarsi al severo dominio paterno, ma proprio in quell'occasione il padre trova la morte a causa di un intervento accidentale di Efix.
Il ragazzo, credendo che le zie fossero ancora facoltose, vorrebbe accaparrarsi parte del loro denaro e anche per questo si avvicina alla più giovane Noemi che sembra cedere al fascino del nipote invece di accettare il corteggiamento di un arricchito del paese.